# Бой при Ламбахе
Бой при Ламбахе (фр. Bataille de Lambach, нем. Gefecht bei Lambach) — бой, произошедший 31 октября 1805 года между французским авангардом и русско-австрийским арьергардом во время отступления армии Кутузова от Браунау.

## Ход боя
После боя под Ридом Мюрат, командовавший преследованием австро-русских войск, доносил Наполеону: «Я поведу полки конных егерей в Шваненштадт, в Грискирхен, с приказом наступать на Эфердинг и на Вельс по дороге на Мейгенхофен и Кематен». 
На следующее утро, 31 октября, части французского авангарда Бомона (1-й конно-егерский, 8-й драгунский, 17-й линейный полки) натолкнулись у деревни Единг (нем. Jeding) (сейчас южный пригород Гаспольтсхофена), расположенной на правом берегу Иннбаха, на позицию русских войск, занятую двумя батальонами 6-го егерского и двумя батальонами 8-го егерского полков, поддерживаемыми Павлоградскими гусарами и несколькими пушками конной артиллерии. А. П. Ермолов писал: «Мы занимали выгодное местоположение». 
Мюрат в своём донесении Наполеону, отправленному в 10 часов вечера, писал об упорном сопротивлении противника. Ермолов же отметил: «Войска нашего арьергарда противостояли с наилучшим духом, потеря была незначительна; отличился 8-й егерский полк, коего начальник полковник граф Головкин умер от полученной раны. Потеряно одно орудие конноартиллерийской роты полковника Игнатьева, под которым лопнула ось от излишней экономии в коломази. Начальство точной причины не узнало, а полковник Игнатьев в донесении своем рассудил за благо подбить его неприятельским выстрелом. Авангард французский был не в больших силах, не имевши продовольствия, разбросались по дороге и производили грабеж».
В наступающих сумерках русские отошли к Ламбаху, французские драгуны следовали за ними, держась на расстоянии.

## Результаты
Потери с обеих сторон были довольно скромные. Русские войска, согласно отчету Кутузова, потеряли 141 пехотинца убитыми и ранеными, в Павлоградском гусарском был один гусар убит, двое пропали без вести. Согласно донесению Мюрата, французы захватили 400 пленных. У французов, согласно рапорту Бомона, было ранено пятеро драгун. О потерях пехоты рапорт ничего не сообщает, но согласно справочнику Мартиньена, в 17-м линейном, который принял активное участие в бою, было ранено два офицера. С учетом того, что данные Мартиньена обычно не полные и что соотношение числа потерь офицеров к числу потерь рядовых в пехоте обычно исчисляется в пропорции 1/20, 1/30, можно предположить, что французская пехота потеряла около 50—60 человек убитыми и ранеными, максимум сотню.